# Усі кішки сірі
«Усі кішки сірі» (фр. Tous les chats sont gris) — бельгійський фільм 2014 року, поставлений режисеркою Савіною Деллікур. Світова прем'єра стрічки відбулася 25 листопада 2014 року на 32-му Кінофестивалі в Турині. У 2016 році фільм було номіновано у 9 категоріях на здобуття бельгійської національної кінопремії «Магрітт», зокрема за найкращий фільм та найкращу режисерську роботу .

## Синопсис
Шістнадцятирічна Дороті, яка виросла в заможному житловому районі Брюсселя, не відчуває себе комфортно у повсякденному житті, почасти через відносини з матір'ю. Випадково вона зустрічає Пола (Булі Ланнерс), 43-річного чоловіка, який працює приватним детективом і після смерті дружини живе усамітнено. Дороті звертається до нього з проханням допомогти їй знайти біологічного батька на що Пол погоджується. Між дівчиною і чоловіком виникає тісний зв'язок, але Дороті не знає, що Пол насправді і є її біологічним батьком. Протягом багатьох років Пол жив із цієї таємницею, а тепер повернувшись до Брюсселя з-за кордону, спостерігає за Дороті здалеку, навіть не сміючи наблизитися до неї.

## У ролях
| Манон Капелі      | ···· | Дороті       |
| Булі Ланнерс      | ···· | Пол          |
| Анн Косенс        | ···· | Крістін      |
| Дюна де Браконьє  | ···· | Мара-Анна    |
| Деніель Дені      | ···· | мати Крістін |
| Ален Елуа         | ···· | Мішель       |
| Ізлін Маклафферті | ···· | Клер         |
| Еріка Сейнт       | ···· | продавчиня   |
| Жак Пікру         | ···· | кюре         |

## Реакція критиків
Після показу на Римському кінофестивалі фільм «Всі коти сірі» був позитивно сприйнятий глядачами, які аплодували стоячи. На агрегаторі рецензій Cinebel фільм отримав середньозважену оцінку 8,2 бала з 10 на основі оцінок 11 критиків. Мішель Дегре з L'Avenir вважає, що фільм пропонує розумні роздуми про батьківство та сім'ю.

## Визнання
| Нагороди та номінації фільму «Усі кішки сірі» | Нагороди та номінації фільму «Усі кішки сірі»     | Нагороди та номінації фільму «Усі кішки сірі» | Нагороди та номінації фільму «Усі кішки сірі» | Нагороди та номінації фільму «Усі кішки сірі» | Нагороди та номінації фільму «Усі кішки сірі» |
| Рік                                           | Кінофестиваль/кінопремія                          | Категорія/нагорода                            | Номінант                                      | Результат                                     |                                               |
| --------------------------------------------- | ------------------------------------------------- | --------------------------------------------- | --------------------------------------------- | --------------------------------------------- | --------------------------------------------- |
| 2015                                          | Міжнародний кінофестиваль перших фільмів в Анноне | Приз глядацьких симпатій                      | Усі кішки сірі                                | Перемога                                      |                                               |
| 2015                                          | Міжнародний кінофестиваль перших фільмів в Анноне | Гран-прі журі                                 | Усі кішки сірі                                | Номінація                                     |                                               |
| 2015                                          | Міжнародний кінофестиваль в Монсі                 | Приз BeTV                                     | Усі кішки сірі                                | Перемога                                      |                                               |
| 2015                                          | Міжнародний кінофестиваль в Санта-Барбарі         | Найкращий міжнародний фільм                   | Усі кішки сірі                                | Перемога                                      |                                               |
| 2016                                          | Премія «Магрітт»                                  | Найкращий фільм                               | Усі кішки сірі                                | Номінація                                     |                                               |
| 2016                                          | Премія «Магрітт»                                  | Найкращий режисер                             | Савіна Деллікур                               | Номінація                                     |                                               |
| 2016                                          | Премія «Магрітт»                                  | Найкращий актор                               | Булі Ланнерс                                  | Номінація                                     |                                               |
| 2016                                          | Премія «Магрітт»                                  | Найкраща акторка другого плану                | Анн Косенс                                    | Перемога                                      |                                               |
| 2016                                          | Премія «Магрітт»                                  | Найперспективніша акторка                     | Манон Капелі                                  | Номінація                                     |                                               |
| 2016                                          | Премія «Магрітт»                                  | Найкращий перший фільм                        | Усі кішки сірі                                | Перемога                                      |                                               |
| 2016                                          | Премія «Магрітт»                                  | Найкращі декорації                            | Поль Росчоп                                   | Номінація                                     |                                               |
| 2016                                          | Премія «Магрітт»                                  | Найкращі дизайн костюмів                      | Сабіна Запітеллі                              | Номінація                                     |                                               |
| 2016                                          | Премія «Магрітт»                                  | Найкращий монтаж                              | Евін Ріке́рт                                   | Номінація                                     |                                               |